# I cospiratori (film 1944)
I cospiratori (The Conspirators) è un film di spionaggio del 1944 diretto da Jean Negulesco e interpretato da Hedy Lamarr e Paul Henreid. La sceneggiatura di Vladimir Pozner e Leo Rosten si basa sul romanzo The Conspirators di Frederic Prokosch.

## Trama
Durante la seconda guerra mondiale, l'olandese Vincent Van Der Lyn si distingue per una serie di sabotaggi ai danni dei nazisti. Ricercato senza tregua nei Paesi Bassi, Van Der Lyn fugge illegalmente dal paese attraverso la Francia e la Spagna, raggiungendo la neutrale Lisbona, con l'intento di recarsi poi in Inghilterra.Il dottor Schmidt, capo del controspionaggio tedesco in Portogallo, e il suo agente Lutzke, sono però sulle sue tracce.
Vincent prende contatti con un agente dell'organizzazione antifascista locale che lo indirizza al Cafè Imperio. Nel ristorante, Vincent incontra casualmente una bella donna di nome Irene, che si siede al suo tavolo per sfuggire una situazione pericolosa. I due poco dopo si separano, ma Vincent conta di seguirla in seguito al casinò di Estoril, dove la donna sembra diretta. Nel frattempo è avvicinato da un messaggero del gruppo clandestino antinazista locale, un certo Bernazsky. 
Ritrovata Irene al casinò, Vincent conosce un uomo a lei vicino, Hugo von Mohr, dipendente dell'ambasciata tedesca. La donna cerca di convincere Vincent a rinunciare ad incontrarla per il bene di entrambi. 
All'uscita dal casinò, l'olandese viene nuovamente contattato dall'uomo incontrato al ristorante che gli fissa un appuntamento per il giorno dopo oltre a suggerirgli di non pernottare in città, ma di passare la notte con un uomo affidabile di nome Miguel nel villaggio di pescatori di Caiscas. 
La mattina seguente, all'ufficio turistico di Kurs, Van Der Lin incontra ancora il messaggero, che lo accompagna in una casa sicura situata in un banco di pegni. Lì conosce il leader di un gruppo antifascista clandestino, il famoso scrittore Ricardo Quintanilla, che lo presenta agli altri membri del gruppo. Rimasti poi soli, Quintanilla condivide con Vincent il sospetto che un traditore sia infiltrato fra loro. Chiede quindi all'olandese di istruire con tutte le informazioni segrete delle quali è a conoscenza un uomo di nome Jennings, che si recherà poi nell'Europa occupata. Vincent lo dovrà incontrare nella stanza del proprio albergo alle 10 della sera.
Vincent incontra nuovamente Irene e la invita a cenare con lui in una taverna. Seduti al tavolo, Irene rivela a Vincent di essere francese, e di avere uno stretto rapporto con von Mohr. Usciti sulla terrazza del locale, Vincent bacia la donna e le chiede di partire insieme per l'Inghilterra. Irene sorprende l'uomo dichiarando che Hugo von Mohr l'ha salvata dal campo di concentramento di Dachau, dove ha trascorso quattro mesi, e che per averle salvato la vita, è pronta a fare qualsiasi cosa per lui. L'olandese ribatte che si tratta solo di gratitudine e non di amore, ma Irene replica che Hugo è suo marito. Depresso da questa notizia, Vincent le dice addio e si allontana.
Tornato in hotel trova Jennings morente, che gli sussurra con le sue ultime parole di dire a Quantinilla che: “...hanno preso l'Aquila”. In quel momento il capitano Pereira, comandante della polizia locale, irrompe nella stanza a seguito di una segnalazione anonima e Van Der Lyn viene arrestato con l'accusa di omicidio.
Il giorno dopo Irene, nel frattempo informata dell'arresto di Vincent, va dal capo della polizia e chiede il suo rilascio. Tuttavia, il capo della polizia risponde che hanno molte prove contro l'olandese, sufficienti per sostenere l'accusa per l'omicidio di Jennings.  Poi le organizza un incontro con il detenuto. Durante questo incontro, l'olandese accusa con rabbia Irene di aver agito su istruzioni dell'ambasciata tedesca per tendergli una trappola. Irene non riesce a replicare poiché si sente spiata e deve subire la furia dell'uomo.
In seguito Vincent riesce ad evadere in modo rocambolesco dalla prigione, si rifugia nel villaggio di Miguel e affida alla figlia dell'uomo un messaggio da consegnare in segreto a Quintanilla. Irene appare a casa di Miguel e consegna a Vincent una pistola, rivelandogli che è stata inviata da Quintanilla e che lavora per lui. Promette di portarlo in un luogo segreto dove tutti i membri del gruppo antifascista lo aspettano. Dal momento che lei conosce tutti per nome, Vincent inizia a credere che anche lei faccia parte dell'organizzazione, e accetta di andare con lei.
Alla riunione del gruppo clandestino (del quale con sorpresa di Vincent fa parte anche von Mohr) l'uomo viene accolto con grande cautela, poiché sospettato dell'assassinio di Jennings. Vincent racconta la sua versione dei fatti e riferisce le ultime parole di Jennings : "...hanno preso l'Aquila" . Quintanilla, sorpreso, rimane solo con Van Der Lyn e lo informa che per stabilire un contatto con gli amici a Parigi, Jennings aveva una prova di identificazione, una moneta rara con l'immagine di un'aquila. Solo poche persone lo sapevano, e sicuramente l'uomo fu ucciso da qualcuno che conosceva la funzione di quella moneta. Van der Lyn allora propone un piano per smascherare la spia: Quintanilla dovrà informare tutti i membri dell'organizzazione che un nuovo agente sarà inviato a Parigi, e che il suo nome e la sua identità saranno resi noti solo dieci minuti prima di incontrarlo nella stanza dell'hotel del casinò di Estoril all'una di notte. Tutti gli uomini dell'organizzazione dovranno riunirsi nella sala del casinò al tavolo della roulette dieci minuti prima dell'una, quando Quintanilla rivelerà il numero della stanza dove il nuovo agente alloggia. A quel punto la spia dovrà comunicare in qualche modo ai nazisti l'informazione e si tradirà.
Come stabilito quindi, quella sera al tavolo della roulette, dieci minuti prima dell'una, Quintanilla informa i membri del gruppo del numero di camera dell'hotel del nuovo agente, la 865. Seguono attimi di grande tensione, tutti sono in trepidante attesa. Finalmente, un minuto prima dell'una, von Mohr, il marito di Irene, fa una puntata sul tavolo verde ponendo le fiches sui numeri "8-6-5". L'uomo sta comunicando segretamente ai nazisti seduti al tavolo in incognito il numero della camera e si è quindi così tradito.
Quintanilla invita von Mohr ad accompagnarlo all'uscita,e tutti gli uomini della clandestinità si alzano per accompagnarli. Quintanilla informa von Mohr che "...Il gioco è finito". Due nazisti con armi nascoste fermano gli uomini, ma i rappresentanti della polizia locale comandati da Pereira intervengono. I due nazisti sono arrestati, ma von Mohr riesce a fuggire. Vincent e Pereira lo rincorrono fuori dal casinò, ne segue una sparatoria, durante la quale l'olandese finisce per colpire Von Mohr. Non ferito a morte, quest'ultimo cerca di sparare a Vincent, ma Pereira interviene uccidendolo. L'olandese perquisisce von Mohr trovandogli la moneta con l'aquila reale in tasca e comunica a Pereira che fu von Mohr ad uccidere Jennings. Costui accetta la versione dell'uomo.
Più tardi, Vincent e Irene arrivano in una piccola baia, dove Miguel li sta aspettando nella sua goletta, con l'intenzione di portare l'olandese al di là del confine. Dal momento che non c'era nessun altro da mandare a Parigi al posto di Jennings, Quintanilla ha deciso di incaricare Van Der Lyn della missione. Prima di separarsi, Vincent e Irene si baciano, promettendo di ritrovarsi un giorno, a guerra finita.

## Produzione
Prodotto dalla Warner Bros., segue una linea dello studio ben precisa, iniziata con Casablanca. Diversi attori sono presenti in entrambi i film (Paul Henreid, Peter Lorre e Sidney Greenstreet), e lo stesso Bogart era stato preso in considerazione per il ruolo del protagonista. La MGM, che non aveva prestato Hedy Lamarr alla Warner per recitare in Casablanca, questa volta diede il via libera all'attrice. Le riprese del film - che durante la lavorazione aveva il titolo Give Me This Woman - durarono da fine aprile a metà maggio 1944.

## Distribuzione
Il copyright del film, richiesto dalla Warner Bros. Pictures, Inc., fu registrato il 21 ottobre 1944 con il numero LP12916.
Il film, che venne distribuito negli Stati Uniti dalla Warner, fu presentato in prima mondiale l'11 ottobre 1944 a Bridgeport, nel Connecticut, uscendo poi nelle sale USA il 24 ottobre.
Internazionalmente, fu distribuito in numerosi paesi, fra cui:
- Canada 1944
- Svezia, Konspiratörer  26 febbraio 1945
- Finlandia, Yö Lissabonissa  15 marzo 1946
- Francia, Les conspirateurs  28 gennaio 1948
- Germania Ovest, Der Ring der Verschworenen 27 novembre 1953

## Accoglienza
I critici giudicarono il film per lo più negativamente, anche se commercialmente ebbe un discreto successo. Lo storico del cinema Jeremy Arnold osservò che dopo la sua uscita "...il film è stato massacrato non solo dalla critica, ma anche da Frederic Prokosch, l'autore del romanzo su cui era basato, che ha pubblicato la sua recensione su "The New Republic”. 
Bosley Crowther sul New York Times ha scritto che "il film è stato uno spettacolo deludente. Se la Warner avesse commissionato una parodia di un film su intrighi e spie internazionali, avrebbe potuto benissimo essere I cospiratori".
Secondo il critico cinematografico Craig Butler "...è abbastanza ovvio che questo film è fatto per sfruttare il successo di Casablanca ed è un thriller di spionaggio moderatamente affascinante, che non è in alcun modo paragonabile al livello del suo predecessore". Butler osserva che "...la trama è piuttosto complessa, forse anche confusa, e questa confusione sarà un vantaggio solo per coloro che desiderano immergersi in essa. I dialoghi sono scritti in modo non uniforme, ma alcuni portano un certo tocco e un senso di incertezza sulle motivazioni dei personaggi, e questo è fatto bene e in modo convincente". 
Crowther crede che, quando hanno lavorato alla sceneggiatura basata sul romanzo di Frederick Prokos, i suoi autori Pozner e Rosten "...non hanno fatto nulla per riempirlo di vita, ma hanno fatto un po' di più per riempirlo di ansia”. 
Secondo il critico cinematografico Dennis Schwartz "... il film mostra stile e il suo ritmo veloce e il cast eccellente assicurano la qualità dell'intrattenimento". Secondo Butler "...Negulesco dà il meglio di sé nella scena finale, quando le varie corde si uniscono, e può concentrarsi sulla suspense e sulla tensione". Arnold ha osservato che mentre "...i personaggi e la storia stessa non sono affascinanti", il film è "...splendidamente realizzato con splendidi set, costumi e cinematografia".  Schwartz ha anche attirato l'attenzione sulla fotografia di Arthur Edison che "...intensifica l'intrigo". 
Arnold ricorda che "...Lamarr fu presentata come la donna più bella del mondo quando arrivò dall'Austria a Hollywood nel 1938, anche se sbagliò spesso nello scegliere i ruoli, recitando generalmente in film di seconda classe nel ruolo della misteriosa signora esotica. Tuttavia, i suoi film hanno avuto lusinghieri incassi, tra cui I cospiratori. Era deliziosa, e questo era un motivo sufficiente per il pubblico di andare al cinema”. E ancora”...Hedy Lamarr è una meraviglia per la contemplazione visiva, sbalorditiva in quasi ogni fotogramma. Tuttavia, le sue capacità di recitazione non coincidono con il suo fascino visivo, ed è particolarmente superficiale in questo film”.